# Torneo di Wimbledon 1925 - Doppio misto
Suzanne Lenglen e Jean Borotra hanno battuto in finale Elizabeth Ryan e Uberto De Morpurgo col punteggio di 6-3, 6-3, è stato il primo successo di una coppia interamente francese nel doppio misto a Wimbledon e il terzo titolo nella disciplina per Lenglen.

## Tabellone

### Legenda
| - Q = Qualificato - WC = Wild card - LL = Lucky loser | - ALT = Alternate - SE = Special Exempt - PR = Protected Ranking | - w/o = Walkover - r = Ritirato - d = Squalificato |

### Fase finale
|  | Semifinali                         | Semifinali                         | Semifinali                         | Semifinali | Semifinali |  |  | Finale                            | Finale                            | Finale                            | Finale | Finale |  |
|  |                                    |                                    |                                    |            |            |  |  |                                   |                                   |                                   |        |        |  |
|  | Dorothea Douglass Patrick Wheatley | Dorothea Douglass Patrick Wheatley | Dorothea Douglass Patrick Wheatley | 7          | 4          |  |  |                                   |                                   |                                   |        |        |  |
|  | Elizabeth Ryan Uberto De Morpurgo  | Elizabeth Ryan Uberto De Morpurgo  | Elizabeth Ryan Uberto De Morpurgo  | 9          | 6          |  |  | Elizabeth Ryan Uberto De Morpurgo | Elizabeth Ryan Uberto De Morpurgo | Elizabeth Ryan Uberto De Morpurgo | 3      | 3      |  |
|  | Joan Austin Lycett Randolph Lycett | Joan Austin Lycett Randolph Lycett | 4                                  | 7          | 3          |  |  | Suzanne Lenglen Jean Borotra      | Suzanne Lenglen Jean Borotra      | Suzanne Lenglen Jean Borotra      | 6      | 6      |  |
|  | Suzanne Lenglen Jean Borotra       | Suzanne Lenglen Jean Borotra       | 6                                  | 5          | 6          |  |  |                                   |                                   |                                   |        |        |  |

#### Parte alta

##### Sezione 1
|  | Primo turno                    | Primo turno                    | Primo turno                    | Primo turno | Primo turno |  |  | Secondo turno                  | Secondo turno                  | Secondo turno                  | Secondo turno            | Secondo turno            |   |   | Terzo turno                    | Terzo turno                    | Terzo turno                    | Terzo turno              | Terzo turno |   |   | Quarti di finale | Quarti di finale | Quarti di finale | Quarti di finale | Quarti di finale |  |
|  |                                |                                |                                |             |             |  |  |                                |                                |                                |                          |                          |   |   |                                |                                |                                |                          |             |   |   |                  |                  |                  |                  |                  |  |
|  | D Douglass-Chambers P Wheatley | D Douglass-Chambers P Wheatley | D Douglass-Chambers P Wheatley | 9           | 6           |  |  |                                |                                |                                |                          |                          |   |   |                                |                                |                                |                          |             |   |   |                  |                  |                  |                  |                  |  |
|  | M Coles W H M Aitken           | M Coles W H M Aitken           | M Coles W H M Aitken           | 7           | 0           |  |  | D Douglass-Chambers P Wheatley | D Douglass-Chambers P Wheatley | D Douglass-Chambers P Wheatley | 6                        | 7                        |   |   |                                |                                |                                |                          |             |   |   |                  |                  |                  |                  |                  |  |
|  | M Canters C Bryan              | M Canters C Bryan              | M Canters C Bryan              | 6           | 7           |  |  | M Canters C Bryan              | M Canters C Bryan              | M Canters C Bryan              | 2                        | 5                        |   |   |                                |                                |                                |                          |             |   |   |                  |                  |                  |                  |                  |  |
|  | S Lumley-Ellis F Jarvis        | S Lumley-Ellis F Jarvis        | S Lumley-Ellis F Jarvis        | 3           | 5           |  |  |                                |                                |                                |                          |                          |   |   | D Douglass-Chambers P Wheatley | D Douglass-Chambers P Wheatley | D Douglass-Chambers P Wheatley | 8                        | 6           |   |   |                  |                  |                  |                  |                  |  |
|  | J Fry K Lester                 | J Fry K Lester                 | J Fry K Lester                 | 6           | 6           |  |  |                                |                                | J L Colegate G Sherwell        | J L Colegate G Sherwell  | J L Colegate G Sherwell  | 6 | 4 |                                |                                |                                |                          |             |   |   |                  |                  |                  |                  |                  |  |
|  | K Buchanan D Greig             | K Buchanan D Greig             | K Buchanan D Greig             | 1           | 0           |  |  | J Fry K Lester                 | J Fry K Lester                 | 5                              | 6                        | 2                        |   |   |                                |                                |                                |                          |             |   |   |                  |                  |                  |                  |                  |  |
|  | J L Colegate G Sherwell        | J L Colegate G Sherwell        | J L Colegate G Sherwell        | 6           | 6           |  |  | J L Colegate G Sherwell        | J L Colegate G Sherwell        | 7                              | 1                        | 6                        |   |   |                                |                                |                                |                          |             |   |   |                  |                  |                  |                  |                  |  |
|  | Heathcote S-M Hadi             | Heathcote S-M Hadi             | Heathcote S-M Hadi             | 4           | 2           |  |  |                                |                                |                                |                          |                          |   |   | D Douglass-Chambers P Wheatley | D Douglass-Chambers P Wheatley | 3                              | 6                        | 6           |   |   |                  |                  |                  |                  |                  |  |
|  | E Bennett C Kingsley           | E Bennett C Kingsley           | E Bennett C Kingsley           | 7           | 6           |  |  |                                |                                |                                |                          |                          |   |   |                                |                                | P Satterthwaite J Washer       | P Satterthwaite J Washer | 6           | 2 | 4 |                  |                  |                  |                  |                  |  |
|  | C Hardie I Wheatcroft          | C Hardie I Wheatcroft          | C Hardie I Wheatcroft          | 5           | 2           |  |  | E Bennett C Kingsley           | E Bennett C Kingsley           | E Bennett C Kingsley           | 2                        | 5                        |   |   |                                |                                |                                |                          |             |   |   |                  |                  |                  |                  |                  |  |
|  | S Harper E Lamb                | S Harper E Lamb                | 4                              | 7           | 6           |  |  | S Harper E Lamb                | S Harper E Lamb                | S Harper E Lamb                | 6                        | 7                        |   |   |                                |                                |                                |                          |             |   |   |                  |                  |                  |                  |                  |  |
|  | J Stebbing C-E von Braun       | J Stebbing C-E von Braun       | 6                              | 5           | 2           |  |  |                                |                                |                                |                          |                          |   |   | S Harper E Lamb                | S Harper E Lamb                | S Harper E Lamb                | 2                        | 2           |   |   |                  |                  |                  |                  |                  |  |
|  | M Broquedis H Cochet           | M Broquedis H Cochet           | M Broquedis H Cochet           | 6           | 6           |  |  |                                |                                | P Satterthwaite J Washer       | P Satterthwaite J Washer | P Satterthwaite J Washer | 6 | 6 |                                |                                |                                |                          |             |   |   |                  |                  |                  |                  |                  |  |
|  | A Tuckey V Burr                | A Tuckey V Burr                | A Tuckey V Burr                | 3           | 1           |  |  | M Broquedis H Cochet           | M Broquedis H Cochet           | 6                              | 10                       | 4                        |   |   |                                |                                |                                |                          |             |   |   |                  |                  |                  |                  |                  |  |
|  | P Satterthwaite J Washer       | P Satterthwaite J Washer       | P Satterthwaite J Washer       | 10          | 8           |  |  | P Satterthwaite J Washer       | P Satterthwaite J Washer       | 2                              | 12                       | 6                        |   |   |                                |                                |                                |                          |             |   |   |                  |                  |                  |                  |                  |  |
|  | K Lidderdale-Bridge E Jonklaas | K Lidderdale-Bridge E Jonklaas | K Lidderdale-Bridge E Jonklaas | 6           | 6           |  |  |                                |                                |                                |                          |                          |   |   |                                |                                |                                |                          |             |   |   |                  |                  |                  |                  |                  |  |

##### Sezione 2
|  | Primo turno             | Primo turno             | Primo turno             | Primo turno | Primo turno |  |  | Secondo turno          | Secondo turno          | Secondo turno          | Secondo turno        | Secondo turno        |   |   | Terzo turno            | Terzo turno            | Terzo turno            | Terzo turno            | Terzo turno            |   |   | Quarti di finale | Quarti di finale | Quarti di finale | Quarti di finale | Quarti di finale |  |
|  |                         |                         |                         |             |             |  |  |                        |                        |                        |                      |                      |   |   |                        |                        |                        |                        |                        |   |   |                  |                  |                  |                  |                  |  |
|  | E Colyer P Spence       | E Colyer P Spence       | E Colyer P Spence       | 6           | 6           |  |  |                        |                        |                        |                      |                      |   |   |                        |                        |                        |                        |                        |   |   |                  |                  |                  |                  |                  |  |
|  | R Watson M Summerson    | R Watson M Summerson    | R Watson M Summerson    | 2           | 1           |  |  | E Colyer P Spence      | E Colyer P Spence      | E Colyer P Spence      | 6                    | 6                    |   |   |                        |                        |                        |                        |                        |   |   |                  |                  |                  |                  |                  |  |
|  | M Pitt S Jacob          | M Pitt S Jacob          | M Pitt S Jacob          | 6           | 6           |  |  | M Pitt S Jacob         | M Pitt S Jacob         | M Pitt S Jacob         | 4                    | 4                    |   |   |                        |                        |                        |                        |                        |   |   |                  |                  |                  |                  |                  |  |
|  | W J Melody W J Melody   | W J Melody W J Melody   | W J Melody W J Melody   | 2           | 2           |  |  |                        |                        |                        |                      |                      |   |   | E Colyer P Spence      | E Colyer P Spence      | E Colyer P Spence      | 4                      | 5                      |   |   |                  |                  |                  |                  |                  |  |
|  | E Ryan U De Morpurgo    | E Ryan U De Morpurgo    | E Ryan U De Morpurgo    | 6           | 6           |  |  |                        |                        | E Ryan U De Morpurgo   | E Ryan U De Morpurgo | E Ryan U De Morpurgo | 6 | 7 |                        |                        |                        |                        |                        |   |   |                  |                  |                  |                  |                  |  |
|  | E Harvey G Crole-Rees   | E Harvey G Crole-Rees   | E Harvey G Crole-Rees   | 4           | 3           |  |  | E Ryan U De Morpurgo   | E Ryan U De Morpurgo   | E Ryan U De Morpurgo   | 6                    | 6                    |   |   |                        |                        |                        |                        |                        |   |   |                  |                  |                  |                  |                  |  |
|  | E Boyd R Heath          | E Boyd R Heath          | E Boyd R Heath          | 6           | 7           |  |  | E Boyd R Heath         | E Boyd R Heath         | E Boyd R Heath         | 2                    | 2                    |   |   |                        |                        |                        |                        |                        |   |   |                  |                  |                  |                  |                  |  |
|  | M Clayton L Godfree     | M Clayton L Godfree     | M Clayton L Godfree     | 1           | 5           |  |  |                        |                        |                        |                      |                      |   |   | E Ryan U De Morpurgo   | E Ryan U De Morpurgo   | E Ryan U De Morpurgo   | 6                      | 6                      |   |   |                  |                  |                  |                  |                  |  |
|  | E F Rose G R Ashton     | E F Rose G R Ashton     | E F Rose G R Ashton     | 7           | 7           |  |  |                        |                        |                        |                      |                      |   |   |                        |                        | J Reid-Thomas A Berger | J Reid-Thomas A Berger | J Reid-Thomas A Berger | 4 | 3 |                  |                  |                  |                  |                  |  |
|  | H B Weston C Roupell    | H B Weston C Roupell    | H B Weston C Roupell    | 5           | 5           |  |  | E F Rose G R Ashton    | E F Rose G R Ashton    | E F Rose G R Ashton    | 3                    | 0                    |   |   |                        |                        |                        |                        |                        |   |   |                  |                  |                  |                  |                  |  |
|  | J Reid-Thomas A Berger  | J Reid-Thomas A Berger  | J Reid-Thomas A Berger  | 6           | 6           |  |  | J Reid-Thomas A Berger | J Reid-Thomas A Berger | J Reid-Thomas A Berger | 6                    | 6                    |   |   |                        |                        |                        |                        |                        |   |   |                  |                  |                  |                  |                  |  |
|  | M P Tomlinson C Scroope | M P Tomlinson C Scroope | M P Tomlinson C Scroope | 3           | 4           |  |  |                        |                        |                        |                      |                      |   |   | J Reid-Thomas A Berger | J Reid-Thomas A Berger | 6                      | 3                      | 6                      |   |   |                  |                  |                  |                  |                  |  |
|  | P Saunders L Michell    | P Saunders L Michell    | 4                       | 6           | 6           |  |  |                        |                        | B May B Swinden        | B May B Swinden      | 3                    | 6 | 0 |                        |                        |                        |                        |                        |   |   |                  |                  |                  |                  |                  |  |
|  | B Brown F Stowe         | B Brown F Stowe         | 6                       | 4           | 3           |  |  | P Saunders L Michell   | P Saunders L Michell   | 6                      | 4                    | 8                    |   |   |                        |                        |                        |                        |                        |   |   |                  |                  |                  |                  |                  |  |
|  | B May B Swinden         | B May B Swinden         | 4                       | 6           | 6           |  |  | B May B Swinden        | B May B Swinden        | 3                      | 6                    | 10                   |   |   |                        |                        |                        |                        |                        |   |   |                  |                  |                  |                  |                  |  |
|  | F M Beckingham H F Hunt | F M Beckingham H F Hunt | 6                       | 4           | 3           |  |  |                        |                        |                        |                      |                      |   |   |                        |                        |                        |                        |                        |   |   |                  |                  |                  |                  |                  |  |

#### Parte bassa

##### Sezione 3
|  | Primo turno                    | Primo turno                    | Primo turno                    | Primo turno | Primo turno |  |  | Secondo turno                  | Secondo turno                  | Secondo turno                  | Secondo turno                  | Secondo turno |   |   | Terzo turno              | Terzo turno              | Terzo turno              | Terzo turno              | Terzo turno |   |   | Quarti di finale | Quarti di finale | Quarti di finale | Quarti di finale | Quarti di finale |  |
|  |                                |                                |                                |             |             |  |  |                                |                                |                                |                                |               |   |   |                          |                          |                          |                          |             |   |   |                  |                  |                  |                  |                  |  |
|  | W Beamish C Eames              | W Beamish C Eames              | W Beamish C Eames              | 6           | 6           |  |  |                                |                                |                                |                                |               |   |   |                          |                          |                          |                          |             |   |   |                  |                  |                  |                  |                  |  |
|  | D Akhurst N Sharpe             | D Akhurst N Sharpe             | D Akhurst N Sharpe             | 2           | 1           |  |  | W Beamish C Eames              | W Beamish C Eames              | W Beamish C Eames              | 6                              | 6             |   |   |                          |                          |                          |                          |             |   |   |                  |                  |                  |                  |                  |  |
|  | E R Clarke E N W Oliver        | E R Clarke E N W Oliver        | E R Clarke E N W Oliver        | 6           | 6           |  |  | E R Clarke E N W Oliver        | E R Clarke E N W Oliver        | E R Clarke E N W Oliver        | 1                              | 1             |   |   |                          |                          |                          |                          |             |   |   |                  |                  |                  |                  |                  |  |
|  | D Kemmis-Betty GTC Watt        | D Kemmis-Betty GTC Watt        | D Kemmis-Betty GTC Watt        | 3           | 3           |  |  |                                |                                |                                |                                |               |   |   | W Beamish C Eames        | W Beamish C Eames        | 6                        | 3                        | 6           |   |   |                  |                  |                  |                  |                  |  |
|  | N Q Radcliffe-Platt G Fletcher | N Q Radcliffe-Platt G Fletcher | N Q Radcliffe-Platt G Fletcher | 6           | 6           |  |  |                                |                                | N Q Radcliffe-Platt G Fletcher | N Q Radcliffe-Platt G Fletcher | 2             | 6 | 2 |                          |                          |                          |                          |             |   |   |                  |                  |                  |                  |                  |  |
|  | V Youle C Tindell-Green        | V Youle C Tindell-Green        | V Youle C Tindell-Green        | 4           | 4           |  |  | N Q Radcliffe-Platt G Fletcher | N Q Radcliffe-Platt G Fletcher | 6                              | 5                              | 6             |   |   |                          |                          |                          |                          |             |   |   |                  |                  |                  |                  |                  |  |
|  | M McIlquham C McIlquham        | M McIlquham C McIlquham        | 3                              | 6           | 6           |  |  | M McIlquham C McIlquham        | M McIlquham C McIlquham        | 2                              | 7                              | 0             |   |   |                          |                          |                          |                          |             |   |   |                  |                  |                  |                  |                  |  |
|  | C Beckingham A Dudley          | C Beckingham A Dudley          | 6                              | 2           | 2           |  |  |                                |                                |                                |                                |               |   |   | W Beamish C Eames        | W Beamish C Eames        | 6                        | 2                        | 6           |   |   |                  |                  |                  |                  |                  |  |
|  | I Maltby J E Hogan             | I Maltby J E Hogan             | I Maltby J E Hogan             | 6           | 10          |  |  |                                |                                |                                |                                |               |   |   |                          |                          | J Austin-Lycett R Lycett | J Austin-Lycett R Lycett | 0           | 6 | 8 |                  |                  |                  |                  |                  |  |
|  | C Marriott F Burnett           | C Marriott F Burnett           | C Marriott F Burnett           | 3           | 8           |  |  | I Maltby J E Hogan             | I Maltby J E Hogan             | I Maltby J E Hogan             | 3                              | 7             |   |   |                          |                          |                          |                          |             |   |   |                  |                  |                  |                  |                  |  |
|  | J Austin-Lycett R Lycett       | J Austin-Lycett R Lycett       | J Austin-Lycett R Lycett       | 6           | 6           |  |  | J Austin-Lycett R Lycett       | J Austin-Lycett R Lycett       | J Austin-Lycett R Lycett       | 6                              | 9             |   |   |                          |                          |                          |                          |             |   |   |                  |                  |                  |                  |                  |  |
|  | W G Lowe N Cruz                | W G Lowe N Cruz                | W G Lowe N Cruz                | 3           | 3           |  |  |                                |                                |                                |                                |               |   |   | J Austin-Lycett R Lycett | J Austin-Lycett R Lycett | 8                        | 6                        | 6           |   |   |                  |                  |                  |                  |                  |  |
|  | G Sterry C H Watson            | G Sterry C H Watson            | G Sterry C H Watson            | 6           | 7           |  |  |                                |                                | P Pleydell-Bouverie A Ingram   | P Pleydell-Bouverie A Ingram   | 10            | 3 | 1 |                          |                          |                          |                          |             |   |   |                  |                  |                  |                  |                  |  |
|  | D Craddock F Fisher            | D Craddock F Fisher            | D Craddock F Fisher            | 1           | 6           |  |  | G Sterry C H Watson            | G Sterry C H Watson            | 10                             | 3                              | 1             |   |   |                          |                          |                          |                          |             |   |   |                  |                  |                  |                  |                  |  |
|  | P Pleydell-Bouverie A Ingram   | P Pleydell-Bouverie A Ingram   | P Pleydell-Bouverie A Ingram   | 7           | 9           |  |  | P Pleydell-Bouverie A Ingram   | P Pleydell-Bouverie A Ingram   | 8                              | 6                              | 6             |   |   |                          |                          |                          |                          |             |   |   |                  |                  |                  |                  |                  |  |
|  | N Jackson-Feilden C Eltringham | N Jackson-Feilden C Eltringham | N Jackson-Feilden C Eltringham | 5           | 7           |  |  |                                |                                |                                |                                |               |   |   |                          |                          |                          |                          |             |   |   |                  |                  |                  |                  |                  |  |

##### Sezione 4
|  | Primo turno              | Primo turno              | Primo turno              | Primo turno | Primo turno |  |  | Secondo turno            | Secondo turno            | Secondo turno            | Secondo turno       | Secondo turno       |   |   | Terzo turno         | Terzo turno         | Terzo turno         | Terzo turno        | Terzo turno        |   |   | Quarti di finale | Quarti di finale | Quarti di finale | Quarti di finale | Quarti di finale |  |
|  |                          |                          |                          |             |             |  |  |                          |                          |                          |                     |                     |   |   |                     |                     |                     |                    |                    |   |   |                  |                  |                  |                  |                  |  |
|  | M Hazel J Hillyard       | M Hazel J Hillyard       | M Hazel J Hillyard       | 6           | 8           |  |  |                          |                          |                          |                     |                     |   |   |                     |                     |                     |                    |                    |   |   |                  |                  |                  |                  |                  |  |
|  | M Squire J Evers         | M Squire J Evers         | M Squire J Evers         | 0           | 6           |  |  | M Hazel J Hillyard       | M Hazel J Hillyard       | M Hazel J Hillyard       | 2                   | 4                   |   |   |                     |                     |                     |                    |                    |   |   |                  |                  |                  |                  |                  |  |
|  | C Tyrell R Poland        | C Tyrell R Poland        | 6                        | 5           | 6           |  |  | C Tyrell R Poland        | C Tyrell R Poland        | C Tyrell R Poland        | 6                   | 6                   |   |   |                     |                     |                     |                    |                    |   |   |                  |                  |                  |                  |                  |  |
|  | B Dix H Aitken           | B Dix H Aitken           | 1                        | 7           | 4           |  |  |                          |                          |                          |                     |                     |   |   | C Tyrell R Poland   | C Tyrell R Poland   | C Tyrell R Poland   | 1                  | 1                  |   |   |                  |                  |                  |                  |                  |  |
|  | S Lenglen J Borotra      | S Lenglen J Borotra      | S Lenglen J Borotra      | 6           | 6           |  |  |                          |                          | S Lenglen J Borotra      | S Lenglen J Borotra | S Lenglen J Borotra | 6 | 6 |                     |                     |                     |                    |                    |   |   |                  |                  |                  |                  |                  |  |
|  | E Head R D N Pryce-Jones | E Head R D N Pryce-Jones | E Head R D N Pryce-Jones | 2           | 1           |  |  | S Lenglen J Borotra      | S Lenglen J Borotra      | S Lenglen J Borotra      | 6                   | 6                   |   |   |                     |                     |                     |                    |                    |   |   |                  |                  |                  |                  |                  |  |
|  | K Bouman H Timmer        | K Bouman H Timmer        | K Bouman H Timmer        | 6           | 6           |  |  | K Bouman H Timmer        | K Bouman H Timmer        | K Bouman H Timmer        | 3                   | 0                   |   |   |                     |                     |                     |                    |                    |   |   |                  |                  |                  |                  |                  |  |
|  | B G Morrison N Jones     | B G Morrison N Jones     | B G Morrison N Jones     | 1           | 3           |  |  |                          |                          |                          |                     |                     |   |   | S Lenglen J Borotra | S Lenglen J Borotra | S Lenglen J Borotra | 6                  | 6                  |   |   |                  |                  |                  |                  |                  |  |
|  | K McKane J Gilbert       | K McKane J Gilbert       | K McKane J Gilbert       | 6           | 6           |  |  |                          |                          |                          |                     |                     |   |   |                     |                     | K McKane J Gilbert  | K McKane J Gilbert | K McKane J Gilbert | 1 | 2 |                  |                  |                  |                  |                  |  |
|  | N Middleton R Knight     | N Middleton R Knight     | N Middleton R Knight     | 1           | 4           |  |  | K McKane J Gilbert       | K McKane J Gilbert       | K McKane J Gilbert       | 6                   | 6                   |   |   |                     |                     |                     |                    |                    |   |   |                  |                  |                  |                  |                  |  |
|  | D Busby W A Fotheringham | D Busby W A Fotheringham | D Busby W A Fotheringham | 8           | 6           |  |  | D Busby W A Fotheringham | D Busby W A Fotheringham | D Busby W A Fotheringham | 0                   | 4                   |   |   |                     |                     |                     |                    |                    |   |   |                  |                  |                  |                  |                  |  |
|  | L Bull WT Tucker         | L Bull WT Tucker         | L Bull WT Tucker         | 6           | 4           |  |  |                          |                          |                          |                     |                     |   |   | K McKane J Gilbert  | K McKane J Gilbert  | K McKane J Gilbert  | 6                  | 6                  |   |   |                  |                  |                  |                  |                  |  |
|  | P Holcroft R Dash        | P Holcroft R Dash        | P Holcroft R Dash        | 6           | 6           |  |  |                          |                          | P Holcroft R Dash        | P Holcroft R Dash   | P Holcroft R Dash   | 2 | 0 |                     |                     |                     |                    |                    |   |   |                  |                  |                  |                  |                  |  |
|  | L Utz H S Utz            | L Utz H S Utz            | L Utz H S Utz            | 3           | 0           |  |  | P Holcroft R Dash        | P Holcroft R Dash        | P Holcroft R Dash        | 6                   | 6                   |   |   |                     |                     |                     |                    |                    |   |   |                  |                  |                  |                  |                  |  |
|  | J Ridley J Lezard        | J Ridley J Lezard        | 7                        | 2           | 7           |  |  | J Ridley J Lezard        | J Ridley J Lezard        | J Ridley J Lezard        | 4                   | 4                   |   |   |                     |                     |                     |                    |                    |   |   |                  |                  |                  |                  |                  |  |
|  | Y Gough E Andreae        | Y Gough E Andreae        | 5                        | 6           | 5           |  |  |                          |                          |                          |                     |                     |   |   |                     |                     |                     |                    |                    |   |   |                  |                  |                  |                  |                  |  |